# Кукса (посуд)

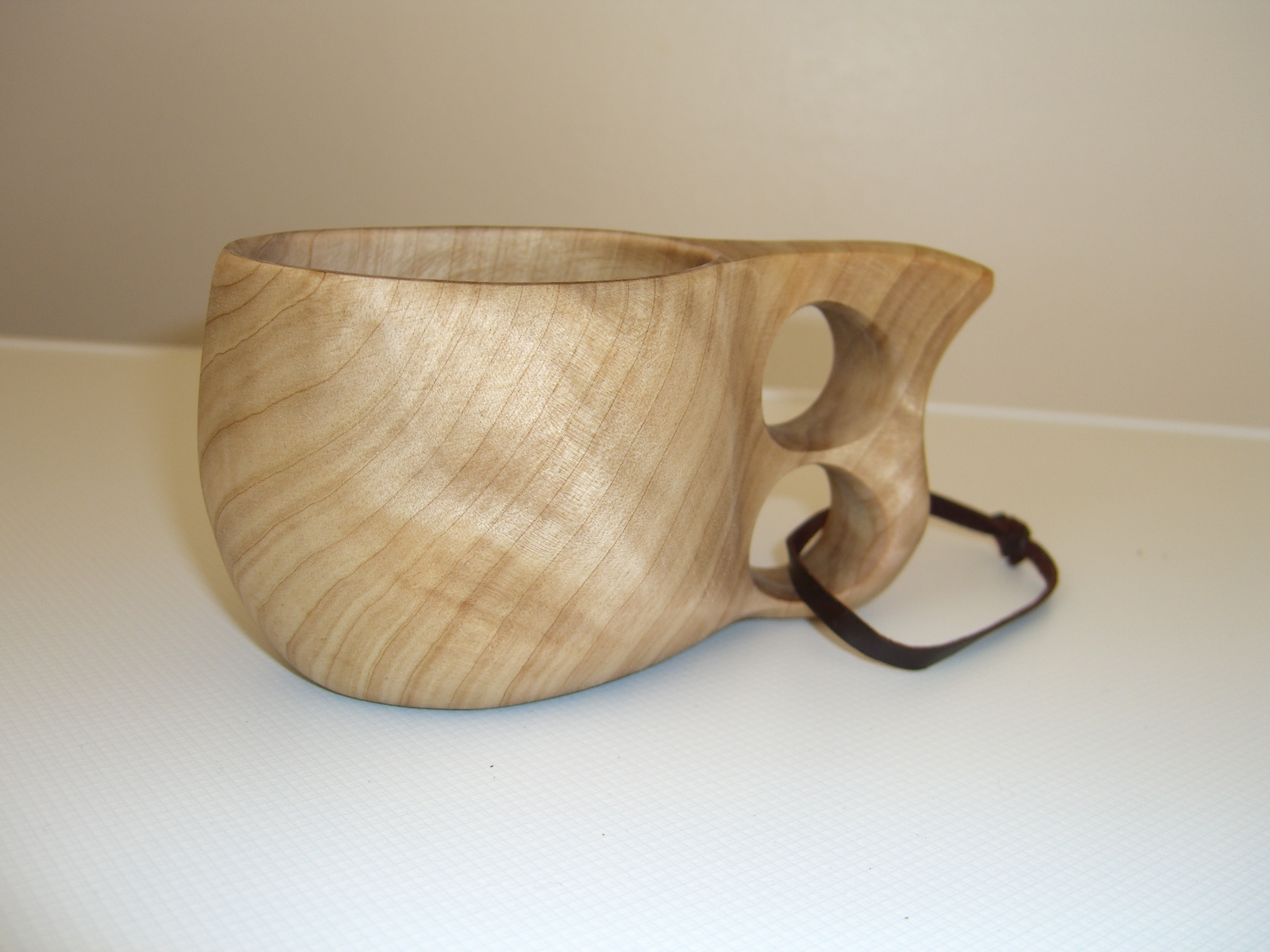
Кукса

Кукса (або фін. kuksa  ; швед. kåsa   ) — різновид чашки для пиття дуоджі, яку традиційно вирізали з березового капу саами з північної Скандинавії  .

## Виробництво
Капу надається груба форма, ретельно висушується, щоб запобігти розтріскуванню деревини, потім формується відповідно до місцевих традицій. Кукси з березового капу служать довше, ніж звичайні березові кукси . Спочатку кукси широко використовувалися в арктичних районах як особиста чашка для пиття; добре зроблена кукса прослужила би все життя.

## Догляд
Традиційно кукси після використання лише обполіскували чистою водою та витирали тканиною. Миючі засоби не використовуються, оскільки багато хто вважає, що це пошкодить куксі .

## Сучаснакукса

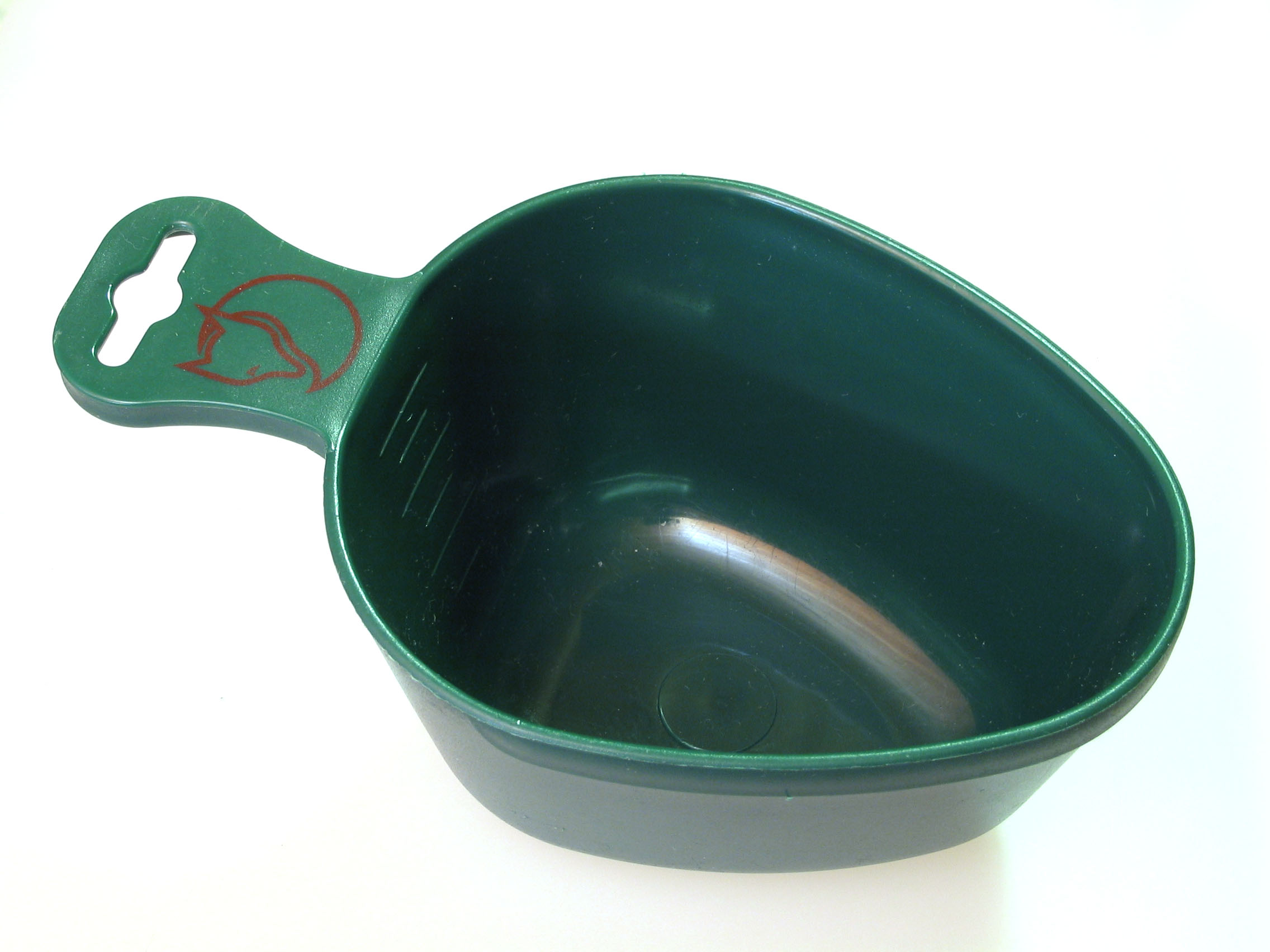
Сучасна пластикова кукса (або кухоль)

Сьогодні традиційну куксу важко знайти за межами північної Скандинавії, частково через те, що кап рідко збирається в сучасному механізованому лісництві. З появою скляного, керамічного та металевого посуду для пиття вміння створювати такі витвори мистецтва дуоджі стало вмінням для проведення часу, а не основним ремеслом, як це було в минулому. Нині він також використовується для бушкрафту. Таким чином її вирізає особа, яка збирається ним користуватися, або це подарунок від друга.

## Зовнішні посилання
- Bushcrafter вирізає шматок Oak Burl без використання електроінструментів
- Carving a Classic Kuksa Cup
- how to carve a traditional kuksa